# Мустафинов, Ахмед Нюрмухамедович
Ахмед Нюрмухамедович Мустафинов (1904—1963) — советский геолог.

## Биография
Родился 9 (22) апреля 1904 года в Сургоди (ныне — в Торбеевский район Мордовской Республики). После окончания в 1932 году АзНИ, до 1940 работал на Бакинских и Краснодарских нефтепромыслах.
В 1941—1942 годах — главный геолог треста «Бугурусланнефть».
В 1943—1952 годах — главный геолог «Куйбышевнефтекомбината» и ПО «Куйбышевнефть» .
В 1952—1957 годах — заместитель начальника геологического управления МНП CCCP.
В 1957—1961 годах — заместитель начальника отдела нефтяной и газовой промышленности Госплана CCCP .
В 1961—1963 годах — сотрудник Института геологии и разработки горючих ископаемых.
А. Мустафинов — участник разведки, открытия и освоения месторождений нефти в Куйбышевском Поволжье (1943—1952).
Автор установления закономерности размещения нефтяных и газовых месторождений в Волго-Уральской нефтегазоносной области и Северном Прикаспии (1958).
Доктор геолого-минералогических наук (1960).
Умер 22 октября 1963 года. Похоронен в Москве на Новодевичьем кладбище.

## Избранные публикации
- Значение геологических условий при изоляции пластовых вод нефтяных залежей.
- Новые данные о Жигулёвско-Пугачёвском своде. — 1956.

## Награды и премии
- Герой Социалистического Труда (8.5.1948)
- орден Ленина
- Сталинская премия первой степени (1946) — за открытие месторождений девонской нефти в восточных районах СССР
- Сталинская премия второй степени (1952) — за открытие и разведку месторождений нефти.

## Источник
- Горная энциклопедия. — Советская энциклопедия, 1984—1991. ISBN 5-85270-007-X